# Reisbureau

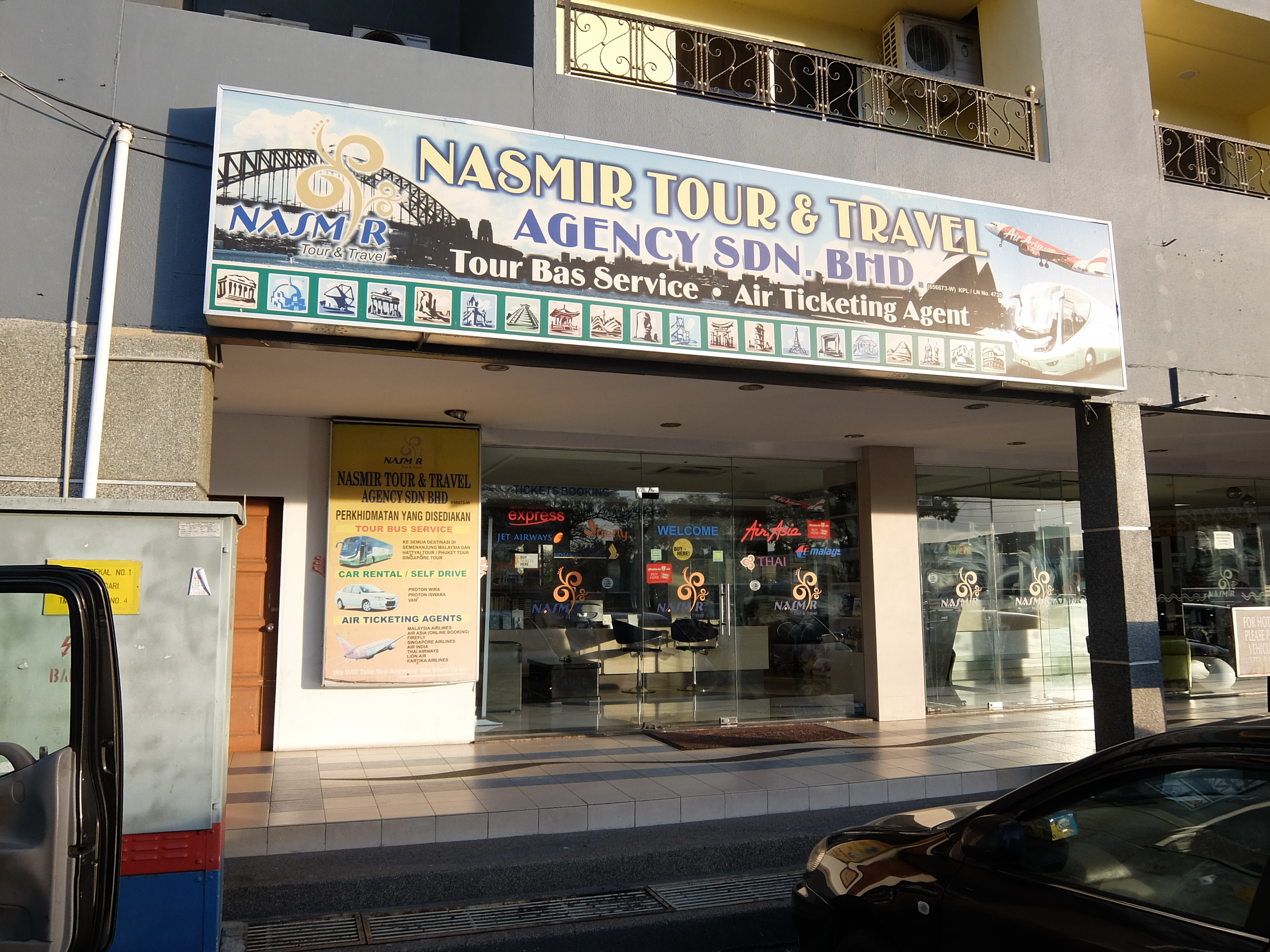
Reisbureau

Een reisbureau, reisorganisatie of reisagentschap is een organisatie die bemiddelt tussen aanbieders en afnemers van aan reizen gerelateerde diensten zoals vlieg- en treintickets, hotelovernachtingen en activiteiten zoals excursies. Deze diensten kunnen in veel gevallen los van elkaar geboekt worden maar ook als compleet pakket.
Kleine of gespecialiseerde reisagentschappen bieden hun diensten voornamelijk via internet aan, maar de grotere reisbureaus hebben daarnaast vaak ook fysieke winkels waar medewerkers het aanbod toe kunnen lichten aan potentiële reizigers en waar ook meteen geboekt kan worden.
Een toeristisch verhuurkantoor is een soort reisbureau dat voornamelijk actief is in de bemiddeling van de verhuur van vakantiewoningen.

## Reisbureaus in België
In België is in 1965 een "reisbureauwet" verschenen die de sector van de reisbureaus reglementeerde (wet van 21 april 1965 houdende statuut van de reisbureaus). Met deze wetgeving wilde de overheid ervoor zorgen dat enkel "bonafide" reisbureaus op de markt zouden zijn, en dat de klanten een gegarandeerd niveau van bescherming zouden genieten (bv. terugbetaling als de reis niet kan doorgaan, verzekering tegen calamiteiten tijdens de reis ...). Elk reisbureau moest een vergunning hebben. Er werden drie vergunningscategorieën voorzien: categorie A voor ondernemingen die reizen organiseren en verkopen, categorie B voor ondernemingen die enkel reizen verkopen die door vergunninghouders van categorie A worden georganiseerd, en categorie C voor de autocarbedrijven.
Na de staatshervorming van 8 augustus 1980 werd toerisme een gewestbevoegdheid, waardoor de verschillende gewesten apart wijzigingen aan die regelgeving konden aanbrachten. In Vlaanderen werd de nieuwe regelgeving op 1 september 2007 van kracht. Reisbureaus moesten nog steeds een vergunning hebben. Hiervoor moesten een aantal voorwaarden voldaan zijn (financiële draagkracht, minimale verzekering, technische uitrusting).
Vanaf 1 januari 2014 hebben reisbureaus geen vergunning meer nodig. Deze versoepeling komt er na de opkomst van online reisaanbieders en de nood om hervorming van de Reisbureauwetgeving van 2007, nadat de Vereniging van Vlaamse Reisbureaus (VVR) tal van online reisaffiliates had aangeklaagd.

## Reisbureaus in Nederland
In Nederland zijn bonafide reisbureaus en reisorganisaties veelal aangesloten bij het Algemene Nederlandse Vereniging van Reisondernemingen (ANVR), de Stichting Garantiefonds Reisgelden (SGR) en de Stichting Calamiteitenfonds Reizen. Dit betekent echter niet dat organisaties die hier niet bij aangesloten zijn onbetrouwbaar zijn. Wel geldt dat reisbureaus die pakketreizen aanbieden, wettelijk verplicht zijn garantiemaatregelen te treffen. Pakketreizen zijn samengestelde reizen met bijvoorbeeld zowel de heen- en terugreis als de overnachtingen. Een los vliegticket is bijvoorbeeld geen pakketreis. Een van de manieren om aan die garantieverplichting te voldoen, is het aangesloten zijn bij een garantiefonds, waarvan SGR de grootste en bekendste is.